# Guido Carli
Guido Carli (Brescia, 28 marzo 1914 – Spoleto, 23 aprile 1993) è stato un dirigente pubblico, economista e politico italiano, governatore della Banca d'Italia dal 1960 al 1975 e ministro del tesoro dal 1989 al 1992.

## Biografia

### Formazione
Guido Carli nasce a Brescia il 28 marzo 1914, figlio di Egina Chiaretti e Filippo Carli (1876-1938), professore universitario di sociologia e di economia politica, nonché sindacalista e membro di primo piano del Partito Nazionale Fascista sin dalle origini, e autore, tra l’altro, di un allora famoso saggio sulle basi teoriche dello stato fascista (stato corporativo). La posizione del padre portò Guido a scrivere su alcune riviste fasciste.
Laureato in giurisprudenza all'Università degli Studi di Padova, inizia la sua carriera nel 1937 come funzionario dell'Istituto per la Ricostruzione Industriale (IRI).

### Dopoguerra
Dopo un'esperienza al Fondo Monetario Internazionale, dove è direttore esecutivo nel Board (consiglio dei direttori) dal 1947 al 1952, nel 1953 diventa presidente del MedioCredito Centrale, ente pubblico per il credito alle piccole e medie imprese, e mantiene l'incarico fino al 1956.
Il 20 maggio 1957 giura nelle mani del Presidente della Repubblica Giovanni Gronchi come ministro del commercio con l'estero nel governo Zoli, nominato come indipendente, assumendo un ruolo di importante rassicurazione dei mercati internazionali. Termina il mandato il 2 luglio 1958, con la caduta del governo Zoli.
Da gennaio 1959 ad agosto 1960 è presidente del Crediop, istituto pubblico di credito per le opere pubbliche.

### Governatore della Banca d'Italia

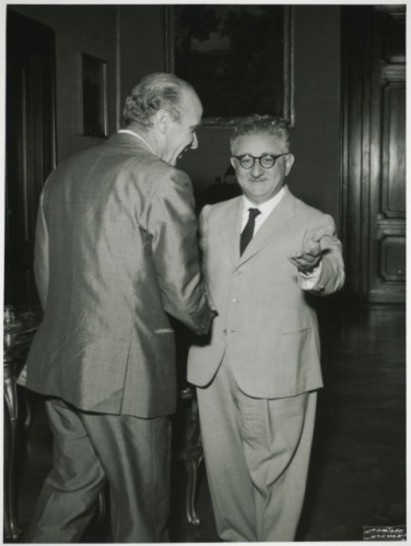
Carli ricevuto dal presidente della Camera Giovanni Leone nel 1960

Nell'ottobre 1959 viene nominato direttore generale della Banca d'Italia.

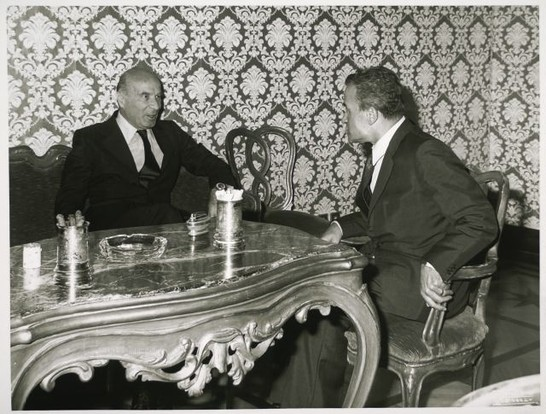
Guido Carli incontra il presidente della Camera Pietro Ingrao nel 1976

Diventa governatore della Banca d'Italia nell'agosto 1960, sostituendo Donato Menichella, assumendo al contempo la carica di Presidente dell'Ufficio italiano dei cambi. Sollecita subito una maggiore concertazione tra le banche centrali e - dopo l'altalenante andamento della lira durante il decennio del boom economico - si trova a gestire gli effetti delle tensioni valutarie provenienti dagli Stati Uniti, culminate con l'abbandono della parità oro-dollaro e con lo Smithsonian Agreement.
La sua firma compare sulle banconote della Banca d'Italia da 500, 1.000, 2.000, 5.000 lire, 10.000, 20.000 (unico Governatore ad aver firmato questo biglietto), 50.000 e 100.000 lire.
Resta in carica come governatore per 15 anni, fino al 18 agosto 1975, quando rassegna le dimissioni. A sostituirlo è chiamato Paolo Baffi, suo principale collaboratore - benché non sempre le vedute fossero coincidenti - in quanto direttore generale dell'istituto di emissione dal 1960. I motivi per cui Carli si dimette da governatore non sono mai stati completamente chiariti.
È stato quindi eletto presidente di Confindustria dal 1976 al 1980, mentre dal 1º novembre 1978 fino alla sua morte è stato anche presidente dell'Università LUISS di Roma.

### Senatore della Repubblica
È eletto senatore come indipendente della Democrazia Cristiana nel 1983 e riconfermato nel 1987. È stato presidente dell'Assonime (Associazione fra le Società Italiane per Azioni) dal 1989 al 1991. 
È Ministro del tesoro nel sesto e nel settimo governo Andreotti, dal 22 luglio 1989 al 24 aprile 1992. In tale veste è uno dei firmatari per l'Italia del trattato di Maastricht.
Candidato in Liguria nella lista DC, non è rieletto a Palazzo Madama nelle elezioni politiche del 1992.
Tra gli aneddoti della politica italiana, si ricorda il grido di Giulio Andreotti nel corso della seduta della direzione DC del febbraio 1992 con cui si dovevano assegnare i collegi senatoriali. Una volta chiusi i lavori, Andreotti lanciò un urlo: "Abbiamo dimenticato Carli!". In questa maniera i maggiorenti democristiani dovettero riaprire il tavolo di discussione e attribuire a Guido Carli un collegio senatoriale, che tuttavia alla prova elettorale si rivelò perdente.
Muore nel 1993.
Nel 1994, ad un anno dalla sua morte, l'Università LUISS cambia il nome in LUISS Guido Carli.

Guido Carli ritratto nel francobollo del 2003 dedicato all'Università LUISS.

Autore di numerose pubblicazioni di carattere economico, nella metà degli anni settanta collabora con il settimanale L'Espresso sotto lo pseudonimo di Bancor. È autore dell'autobiografia Cinquant'anni di vita italiana (Laterza, 1993), redatta con la collaborazione di Paolo Peluffo.
In suo onore è stato istituito nel 2009 il Premio Guido Carli, promosso dalla Fondazione omonima di cui è presidente la nipote Romana Liuzzo.

### Presunta adesione alla Massoneria
Il giornalista Ferruccio Pinotti ha attribuito più volte allo storico della massoneria Aldo Alessandro Mola l'informazione secondo cui Guido Carli sarebbe stato affiliato alla loggia "coperta" Giustizia e Libertà. Mola, in realtà, nel suo libro "Storia della Massoneria italiana dalle origini ai giorni nostri", fa riferimento a quanto raccontatogli da un non meglio precisato "altissimo e ottimamente informato dignitario giustinianeo", definendo, però, tale informazione, "labile" e comunque non probatoria.

## Opere
- La disciplina dei prezzi, Torino, Giulio Einaudi Editore, 1943.
- Le conseguenze economiche dell'evoluzione della tecnica, Roma, Migliaresi, 1944.
- Economia e tecnica, Roma, Migliaresi, 1944.
- La riforma industriale in Italia, Roma, Partito Liberale Italiano, 1945.
- Verso il multilateralismo degli scambi e la convertibilità delle monete, Roma, Bancaria, 1955.
- Evoluzione della legislazione italiana sul controllo degli scambi e dei cambi, Roma, Bancaria, 1957.
- L'economia italiana e la collaborazione economica internazionale, Padova, Università degli studi, 1959.
- Intervista sul capitalismo italiano, a cura di Eugenio Scalfari, Bari, Laterza, 1977; Prefazioni di Marcello de Cecco e Paolo Savona, Torino, Bollati Boringhieri, 2008.
- Libertà economiche e libertà politiche, Torino, Fondazione Giovanni Agnelli, 1977.
- Inflazione e ordinamento giuridico, coautore Francesco Capriglione, Milano, A. Giuffrè, 1981.
- Memorie del governatore, Milano, presentazione di Natalino Irti, Libri Scheiwiller, Credito italiano, 1988.
- Pensieri di un ex governatore, Pordenone, Edizioni Studio Tesi, 1988, ISBN 88-7692-160-5
- Economia, società, istituzioni, Milano, Giuffrè, 1989, ISBN 88-14-01932-0
- Cinquant'anni di vita italiana, in collaborazione con Paolo Peluffo, Collana Storia e Società, Bari, Laterza, 1993, ISBN 88-420-4336-2
- Scritti di economia internazionale, numero speciale, dicembre 1993 di "Moneta e credito", Roma, Editoriale Lavoro, 1993.
- Le due anime di Faust. Scritti di economia e politica, a cura di Paolo Peluffo, Bari, Laterza, 1995, ISBN 88-420-4849-6
- Scritti scelti, a cura di Paolo Peluffo e Federico Carli, Roma, Laterza, 2000, ISBN 88-420-6112-3
- Lacci e lacciuoli, prefazione di Antonio D'Amato, Roma, LUISS University Press, 2003, ISBN 88-88877-03-7
- Guido Carli governatore della Banca d'Italia 1960-1975, a cura di Pierluigi Ciocca, Torino, Bollati Boringhieri, 2008, ISBN 978-88-339-1954-6.
- Guido Carli Presidente di Confindustria 1976-1980, Torino, Bollati Boringhieri, 2008, ISBN 978-88-339-1955-3.
- Guido Carli dalla formazione a servitore dello Stato, a cura di P. Barucci, Torino, Bollati Boringhieri, 2008, ISBN 978-88-339-1953-9.
- Guido Carli senatore e Ministro del Tesoro 1983-1992, a cura di Piero Craveri, Torino, Bollati Boringhieri, 2009, ISBN 978-88-339-2027-6.
- Guido Carli e le istituzioni economiche internazionali, a cura di G. Di Taranto, Torino, Bollati Boringhieri, 2009, ISBN 978-88-339-2005-4.
- La figura e l'opera di Guido Carli. Riflessioni sul governatorato Carli, a cura di Giuseppe Guarino, Torino, Bollati Boringhieri, 2009, ISBN 978-88-339-2028-3.
- Considerazioni finali della Banca d'Italia, a cura di Paolo Savona, edizione commentata, Roma, Treves, 2011. ISBN 978-88-8463-002-5
- La figura e l’opera di Guido Carli. Testimonianze, a cura di Federico Carli, Torino, Bollati Boringhieri, 2014.
- Mercato, Europa e libertà. Gli interventi alle Assemblee dell'ABI e alle Giornate del risparmio, Prefazione di Antonio Patuelli e Maurizio Sella, a cura di Federico Pascucci, con uno scritto di Alfredo Gigliobianco, Collana Storia e Società, Roma-Bari, Laterza, 2019, ISBN 978-88-581-3337-8.